# 박상진의사생가
박상진의사생가(朴尙鎭義士生家)는 울산광역시 북구에 있는 독립유공자(독립 운동가)로 활약하던 고헌 박상진(1884∼1921)이 태어나고 자란 고택이다. 1997년 10월 9일 울산광역시의 문화재자료 제5호로 지정되었다.

## 개요
독립 운동가로 활약하던 고헌 박상진(1884∼1921)이 태어나고 자란 집이다.
박상진은 비밀 결사대인 대한광복회를 조직하고 총사령으로서 광복을 위해 활약한 분이다.
대문채와 사랑채, 안채 등 여러 부속 건물을 ㅂ자형으로 배치하였다. 사랑채는 마루와 방을 갖추고 있으며 뒤의 중문을 지나면 ㄱ자형 안채가 있다. 남녀의 공간을 작은 문으로 간단히 구획하여 각각의 공간에 독립성을 확보하고 있다.

## 같이 보기
- 박상진

## 참고 자료
- 박상진의사생가 - 국가유산청 국가유산포털